# 林正夫 (政治家)
林 正夫（はやし まさお、1941年（昭和16年）1月22日 - ）は、広島県出身の政治家。第62・63代広島県議会議長、学校法人修道学園理事長。

## 経歴
1941年（昭和16年）1月、元広島県議会議長である林興一郎の四男として生まれる。修道中学校・修道高等学校を経て、1963年（昭和38年）立教大学経済学部卒業。株式会社イトー勤務を経て1983年（昭和58年）広島県議会議員選挙に広島市中区から立候補し初当選。以後2015年までに当選9回。2007年（平成19年）広島県議会議長、2014年（平成26年）全国都道府県議会議長会会長に就任。自由民主党広島県議会議員連盟所属。2019年、旭日重光章受章。
修道中学校・修道高等学校では水泳選手として活躍し、全国大会に出場し自由形3位となった。